# Jaume Nadal i Meroles
Jaume Nadal i Meroles (Lleida, 1804 - 1872) fou un metge i polític català, fundador i director de l'Institut de Segon Ensenyament de Lleida.
Estudià al Seminari Conciliar de Lleida, cursà estudis de medicina a Saragossa que culminà a la Universitat de Barcelona. Durant el Trienni Liberal formà part de la milícia nacional, on es distingí pel seu activisme, fet pel qual patí repressió política. Formà part del grup d'intel·lectuals i de professionals que impulsà el liberalisme a les terres de ponent i que promogué la cultura i l'educació. Grup que gestionà la Paeria entre 1837 i 1943. A més d'en Jaume Nadal, en formaven part l'eclesiàstic Josep Castel, primer director de l'Institut, el mestre Odó Fonoll, primer director de l'Escola Normal de Mestres i l'historiador Marià Olives Roca.
Jaume Nadal fou professor d'història natural de l'Institut de Lleida. El qual dirigí en dos períodes. Primerament del 1854 al 1857, després del 1868 fins a la seva mort el 5 de setembre de 1872. Viatjà per centres estrangers i aplicà les experiències obtingudes
Vinculat al Partit Progressista participà activament en la vida política. Fou regidor de la Paeria en 1837 i tinent d'alcalde en 1839. Era membre de la Diputació provincial que reestructurà l'any 1836. Elegit, el 1851, parlamentari a Madrid. Fruit de la desamortització esdevingué un dels grans propietaris rurals lleidatans.
Era membre fundador de Societat Econòmica d'Amics del País de Lleida. Entitat que presidí entre 1840 i 1872. Rebé la creu de l'ordre d'Isabel la Catòlica i la de Carles III.